# جون سونگ وو
جون سونگ وو (کره‌ای: 전성우؛ زادهٔ ۳۰ دسامبر ۱۹۸۷) بازیگر اهل کره جنوبی است. وی از سال ۲۰۰۷ میلادی تاکنون مشغول فعالیت بوده‌است.

## فیلم‌شناسی

### فیلم
| سال  | عنوان | نقش   | منابع |
| ---- | ----- | ----- | ----- |
| ۲۰۱۶ | میز   | مینهو | [ ۱ ] |
| ن/م  | نفوذی |       |       |

### مجموعه‌های تلویزیونی
| سال       | عنوان                    | نقش                      | شبکه     | توضیحات                        | منابع |
| --------- | ------------------------ | ------------------------ | -------- | ------------------------------ | ----- |
| ۲۰۱۵–۲۰۱۶ | شش اژدهای پرنده          | دانش آموز                | اس‌بی‌اس   |                                | [ ۲ ] |
| ۲۰۱۶      | ذهن زیبا                 | هونگ کیونگ سو            | کی‌بی‌اس۲  |                                | [ ۳ ] |
| ۲۰۱۷–۱۸   | اوه مرموز                | اسکب                     | اس‌بی‌اس   |                                | [ ۴ ] |
| ۲۰۱۸      | درامای ویژه کی‌بی‌اس       | لی پیل یونگ              | کی‌بی‌اس۲  | قسمت «خیلی واضح برای عاشق شدن» | [ ۵ ] |
| ۲۰۱۸      | دراما استیج              | جین چول                  | تی‌وی‌ان   | قسمت «ترازوی آب»               | [ ۶ ] |
| ۲۰۱۹      | کشیش بی‌اعصاب             | هان سونگ گیو / پدر مارکو | اس‌بی‌اس   |                                | [ ۷ ] |
| ۲۰۱۹      | بازمانده برگزیده: ۶۰ روز | سو جی وون                | تی‌وی‌ان   |                                | [ ۸ ] |
| ۲۰۱۹–۲۰۲۰ | خاطرات یک دادستان        | کیم جونگ وو              | جی‌تی‌بی‌سی |                                | [ ۹ ] |
| ۲۰۲۰–۲۰۲۱ | داستان عشق خانگی         | هوانگ نا رو              | کی‌بی‌اس۲  |                                |       |